# Stanley Lancaster
Stanley Lancaster, né le 12 octobre 1971, est un arbitre de football du Guyana, qui est international depuis 2004.

## Carrière
Il a officié dans des compétitions majeures : 
- Coupe caribéenne des nations 2005 (1 match)
- Championnat d'Amérique du Nord, centrale et Caraïbe de football des moins de 17 ans 2009 (2 matchs)
- Coupe caribéenne des nations 2010 (3 matchs)